# Нова Британия
Нова Британия (на английски: New Britain; ток писин: Niu Briten), бивша Нова Померания (на немски: Neu Pommern), е най-големият остров от архипелаг Бисмарк, владение на Папуа-Нова Гвинея.

## География
Островът има формата на полумесец, като югоизточната му брегова линия е с дължина около 520 km, а ширината му достига 146 km. Островът е 38-ият най-голям в света, имайки площ от 36 520 km2.
Стръмни скали образуват някои участъци от бреговата ивица. В други планините са п̀о във вътрешността, а крайбрежната зона е равна и оградена от коралови рифове. Най-високата точка е връх Синеуит (2438 m), част от хребета Бейнинг на изток. По-голямата част от острова е покрита от тропически гори, а няколко големи реки се захранват от обилните валежи.
Нова Британия като цяло е образувана от вулканични процеси, като на острова са се запазили няколко активни вулкана. Мощно изригване на вулкана Тавурвур през 1994 г. разрушава столицата на провинция Източна Нова Британия – Рабаул. Голямата чат от града все още лежи под слой пепел с дебелина от няколко метра. Днес столицата е преместена в близкия град Кокопо.

## История
Нова Британия е открита през 1700 г. от Уилям Дампир. От 1885 до 1914 г. островът е владение на Германска Нова Гвинея и се казва Нова Померания. През този период на острова се отглежда промишлено памук. През 1914 г. Нова Британия е превзет от австралийската войска и след края на Първата световна война Австралия управлява острова, след като получава мандат от ОН.
През Втората световна война островът е окупиран от Японската империя, която печели тук битката за Рабаул през 1942 г. По-късно американците нахлуват от северозападните и югозападните части на острова. Въпреки това, столицата на острова Рабаул остава непревзета до края на войната, когато е предадена на американците след капитулацията на Япония.